# Hull (Iowa)
Hull és una població dels Estats Units a l'estat d'Iowa. Segons el cens del 2000 tenia 1.960 habitants.

## Demografia
Segons el cens del 2000, Hull tenia 1.960 habitants, 682 habitatges, i 527 famílies. La densitat de població era de 630,6 habitants/km².
Dels 682 habitatges en un 40% hi vivien nens de menys de 18 anys, en un 72,7% hi vivien parelles casades, en un 2,9% dones solteres, i en un 22,7% no eren unitats familiars. En el 21,3% dels habitatges hi vivien persones soles el 13,9% de les quals corresponia a persones de 65 anys o més que vivien soles. El nombre mitjà de persones vivint en cada habitatge era de 2,8 i el nombre mitjà de persones que vivien en cada família era de 3,3.
Per edats la població es repartia de la següent manera: un 30,7% tenia menys de 18 anys, un 8,5% entre 18 i 24, un 24,5% entre 25 i 44, un 17,9% de 45 a 60 i un 18,4% 65 anys o més.
L'edat mediana era de 34 anys. Per cada 100 dones de 18 o més anys hi havia 90,5 homes.
La renda mediana per habitatge era de 38.269 $ i la renda mediana per família de 43.919 $. Els homes tenien una renda mediana de 31.100 $ mentre que les dones 17.991 $. La renda per capita de la població era de 16.153 $. Entorn del 6,1% de les famílies i el 8,2% de la població estaven per davall del llindar de pobresa.

## Poblacions més properes
El següent diagrama mostra les poblacions més properes.